# دهستان لنه‌رانا
دهستان لَنه‌رانا (به لاتین: Lääneranna Parish) یک دهستان در استونی است که در شهرستان پارنو واقع شده‌است. دهستان لانرانا ۱٬۳۵۲ کیلومتر مربع مساحت و ۵٬۴۹۴ نفر جمعیت دارد.